# Марко Вујин
Марко Вујин (Бачка Паланка, 7. децембар 1984) је српски рукометаш. Игра на позицији десног бека.

## Клупска каријера
Каријеру је почео у Синтелону из Бачке Паланке, након чега 2003. године прелази у мађарски Дунафер одакле је након три сезоне прешао у Веспрем. Шест сезона је провео у Веспрему након чега је 2012. постао играч немачког Кила. За седам година у дресу Кила је освојио велики број трофеја у домаћим оквирима, али је остао без највреднијег, Лиге шампиона. Вујин је током сезоне 2018/19. пропустио читав други део због здравствених разлога, па је на крају сезоне дошло до разлаза. У сезони 2019/20. је био играч Спортинга из Лисабона.

## Репрезентација
За рукометну репрезентацију тада СЦГ је дебитовао 15. октобра 2003. Са репрезентацијом Србије је освојио сребрну медаљу на Европском првенству 2012. у Србији. Наступао је и на Олимпијским играма 2012. у Лондону, као и на још неколико европских и светских шампионата на којима национални тим није освојио медаље. Последњи пут за национални тим наступио је у јануару 2018. године на Европском првенству у Хрватској, које је напустио због повреде.

## Трофеји

### Веспрем
- Првенство Мађарске (5) : 2007/08, 2008/09, 2009/10, 2010/11, 2011/12.
- Куп Мађарске (5) : 2006/07, 2008/09, 2009/10, 2010/11, 2011/12.
- Куп победника купова (1) : 2007/08.

### Кил
- Првенство Немачке (3) : 2012/13, 2013/14, 2014/15.
- Куп Немачке (3) : 2012/13, 2016/17, 2018/19.
- Суперкуп Немачке (3) : 2012, 2014, 2015.
- ЕХФ куп (1) : 2018/19.
- ЕХФ Лига шампиона : финале 2013/14.